# Dinocheirus cavicola
Dinocheirus cavicola är en spindeldjursart som beskrevs av William B. Muchmore 1992. Dinocheirus cavicola ingår i släktet Dinocheirus och familjen blindklokrypare. Inga underarter finns listade i Catalogue of Life.